# Venas radiales
En anatomía humana. las venas radiales son venas comitantes de la arteria radial siguiendo su mismo curso en su trayectoria a través del dorso de la mano y la cara lateral del antebrazo. Terminan uniendo a las venas cubitales para formar las venas braquiales.